# Studenca
Studenca je naselje v občini Kamnik.

## Zgodovina
V arhivskih zapisih se kraj prvič omenja leta 1291 in sicer kot Zgornji in Spodnji Studenec, ko je kamniški špital imel v vsakem od njiju desetino ene kmetije.